# Burgspiele Forchtenstein

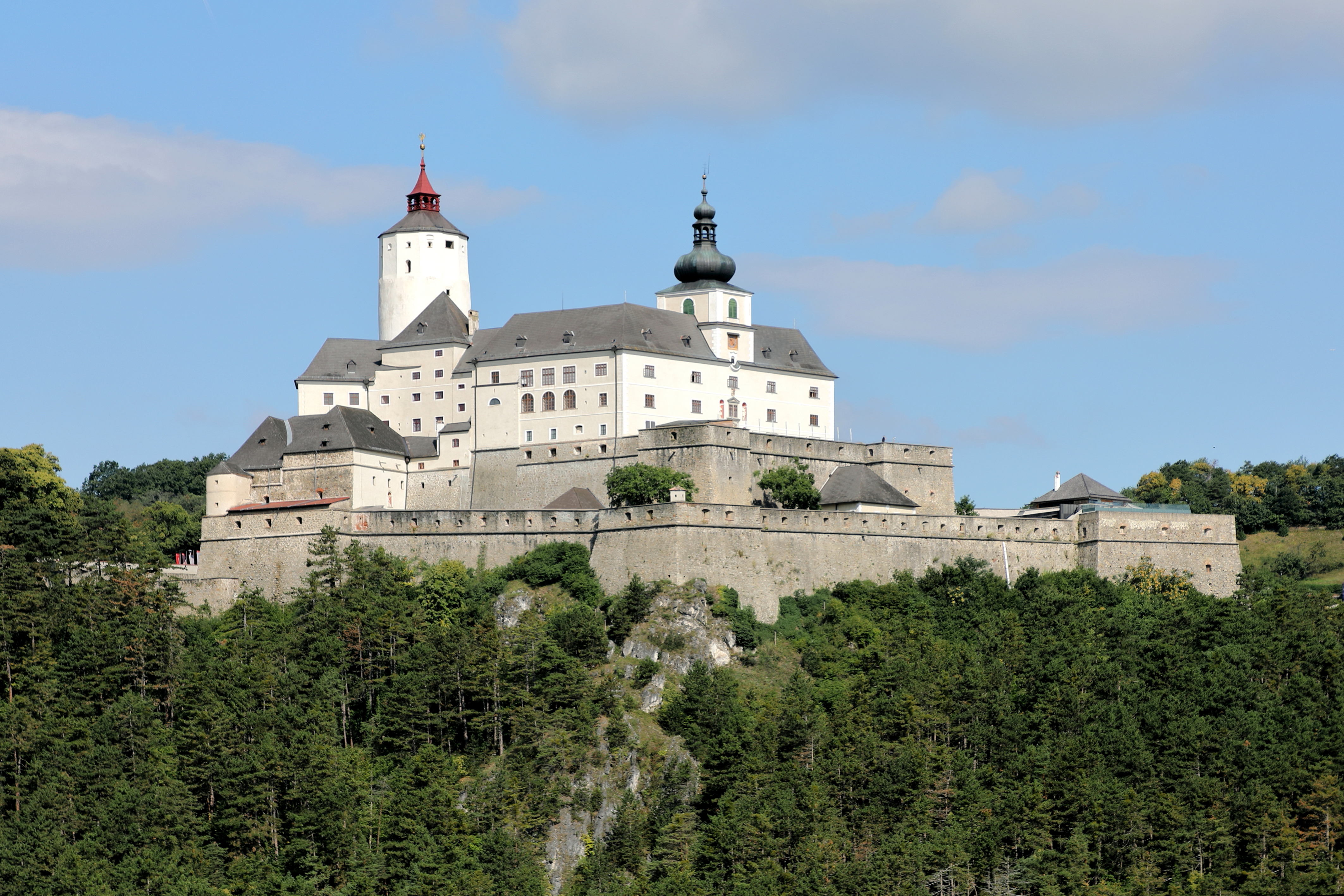
Burg Forchtenstein (2018)

Die Burgspiele Forchtenstein fanden von 1954 bis 1983 jährlich auf der Burg Forchtenstein statt.

## Inszenierungen ab 1958
- 1958 Die fremde Frau
- 1959 Götz von Berlichingen
- 1960 Franz Grillparzer – Die Ahnfrau
- 1961 Ein treuer Diener seines Herrn
- 1962 Weh dem, der lügt
- 1963 König Ottokars Glück und Ende
- 1964 Der Traum ein LebenErweitert
- 1965 Libussa
- 1966 Medea
- 1967 Franz Grillparzer – Die Jüdin von Toledo
- 1968 Des Meeres und der Liebe Wellen
- 1969 Ein Bruderzwist in Habsburg
- 1970 Sappho
- 1972 Der Traum ein Leben
- 1973 Franz Grillparzer – Die Ahnfrau
- 1974 Medea
- 1976 Gerhart Hauptmann – Elga
- 1977 Franz Grillparzer – Die Jüdin von Toledo
- 1978 Das Leben ist Traum
- 1979 Libussa
- 1982 Franz Grillparzer – Die Ahnfrau
- 1983 Franz Grillparzer – Blanka von Kastilien

## Bedeutung
Die Burgspiele Forchtenstein galten als Hochburg der Grillparzer-Pflege und ihr wurde Sommertheater auf Burgtheaterniveau nachgesagt. Renommierte deutschsprachige Schauspieler wie Christian Quadflieg, Klaus Maria Brandauer, Senta Berger, Elisabeth Orth, Klaus-Jürgen Wussow, Christine Kaufmann, Michael Janisch, Heidemarie Hatheyer, Else Ludwig, Heinz Ehrenfreund, Johanna von Koczian, Christine Böhm, Marianne Nentwich, Elfriede Ramhapp, Kitty Speiser, Guido Wieland, Heinrich Schweiger und  Dietmar Schönherr traten dort auf. Die Aufführungen wurden von renommierten Regisseuren wie Ernst Haeusserman und Leopold Lindtberg inszeniert. Bühnenbildner wie Karl Eugen Spurny sorgten mit zum Teil monumentalen Anbauten dafür, dass sich das Bühnenbild organisch der Burg anpasste und eine eindrucksvolle Spielstätte bildete. Aufführungen der Burgspiele Forchtenstein wie Weh dem, der lügt! wurden auch im Fernsehen gesendet.

## Intendanz
- 1959 – 1978 Herbert Alsen

## Das Ende der Burgspiele Forchtenstein
Die Burgspiele Forchtenstein verzeichneten 1983 infolge einer vom Landesrat für Kultur, Gerald Mader (1926–2019), festgestellten Grillparzer-Müdigkeit nur (mehr) 30 Prozent Auslastung, was pro verkaufter Eintrittskarte mit Landesmitteln von über 1.000 Schilling (72,70 Euro) auszugleichen war. Gemäß dem 1983 für die Burgenländischen Festspiele notwendig gewordenen neuen Konzept sollten die Burgspiele Forchtenstein, nach einer Pause im Jahr 1984, ab Sommer 1985 (ohne Schwerpunkt Grillparzer) unter der wirtschaftlich-künstlerischen Leitung von Paul Blaha (1925–2002) wieder jährlich stattfinden, jeweils begleitet von einem sich inhaltlich auf das Bühnenprogramm beziehenden Symposion. Jedoch wurde im März 1985 vom späteren Landeshauptmann Johann Sipötz die gegen die Fortführung der Burgspiele Forchtenstein getroffene Entscheidung verkündet.

## Ausstellung 2019
Vom 17. August 2019 bis 1. September 2019 hat eine Fotoausstellung auf der Burg stattgefunden, die viele Fotografien von Marina Alsen, der Tochter von Herbert Alsen, zeigte. Bei den Grillparzer Festspielen auf Burg Forchtenstein konnte das Publikum Sommertheater auf Burgtheaterniveau erleben. Die renommierten deutschen Schauspieler, die dort gespielt haben, wurden erwähnt.